# NGC 3861B
NGC 3861B is een spiraalvormig sterrenstelsel in het sterrenbeeld Leeuw. Het hemelobject werd op 23 maart 1827 ontdekt door de Britse astronoom John Herschel.

## Synoniemen
- MCG 3-30-94
- ZWG 97.129
- KCPG 299B
- PGC 36610